# 면암최익현과 의병장 12인후송포창왕의문
면암최익현과 의병장 12인후송포창왕의문은 대한민국 전라남도 구례군 구례읍 봉남리에 있다. 2011년 12월 21일 구례군의 향토문화유산 제30호로 지정되었다.

## 개요
1906. 4. 23일 임현주가 속해있는 면암 최익현 부대와 일본군 부대가 순창에서 싸우다 일본군들에게 잡히고 말았다. 면암 최익현과 장수격인 12명(임병찬, 고석진, 김기술, 문달환, 임현주, 유종규, 조우식, 조영선, 최제학, 라기덕, 이용길, 류해용)이 일본군의 포로가 되어 1906. 4. 24일 압송되는 과정에서 대전역에서 잠시 후송대기중인 장면을 기록한 그림이다. 포창완의문은 1924년 2월에 작성된 것으로 경당 임현주의 의병활동과 충의를 찬양한 내용이며, 충의로 일관한 임현주를 기념하기 위한 비(碑다)를 건립하여 그를 포창하자는 내용이다.